# Claque (chapéu)

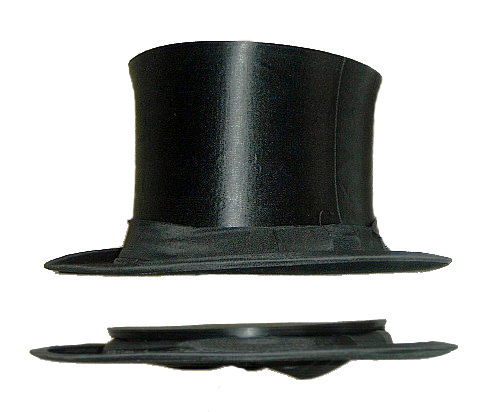
O clac aberto (acima) e achatado (abaixo).

O claque (também conhecido como chapéu de molas ou chapéu de pasta) foi um tipo de cartola com um sistema de molas que permitiam achatá-lo.
Atribui-se a sua invenção ao francês Antoine Gibus, por volta de 1812, ainda que o chapéu não tenha sido patenteado senão em 1823, como «un chapeau à forme pliante dans lhe sens perpendiculaire» (um chapéu dobrável na perpendicular). Outras fontes, como François Boucher, na sua História do Traje, consideram que Gibus "aperfeiçoou o chapéu de copa alta com molas" que ficou conhecido com o seu nome.
Era possível dobrar e desdobrar o chapéu porque, no seu interior, tinha um sistema de molas e varas que permitiam achatá-lo sem que perdesse a forma. Abria-se com um golpe de pulso ou metendo a mão pela base, e era muito útil em eventos ou atos solenes que obrigassem a traje de cerimónia e em que a cartola se tornava um estorvo, ou um aborrecimento, se por distração se sentavam em cima dela, na ópera, por exemplo.
Boucher menciona outro chapéu com sistema de dobragem, o "chapeau bras", que era um bicornio ou chapéu de três bicos , concebido para levar debaixo do braço.